# پارک ملی برومو تانگر
پارک ملی برومو تانگر (به لاتین: Bromo Tengger Semeru National Park) یک پارک ملی و ذخیره‌گاه زیست‌کره در اندونزی است که در جاوه شرقی واقع شده‌است.